# Kerehosahalli, Arkalgud
Kerehosahalli là một làng thuộc tehsil Arkalgud, huyện Hassan, bang Karnataka, Ấn Độ.